# بریتونز نک (کارولینای جنوبی)
بریتونز نک (به انگلیسی: Brittons Neck) یک منطقهٔ مسکونی در ایالات متحده آمریکا است که در شهرستان ماریون، کارولینای جنوبی واقع شده‌است. بریتونز نک ۱۱ متر بالاتر از سطح دریا واقع شده‌است.